# Tour de France 2011/13. Etappe
Die 13. Etappe der Tour de France 2011 am 15. Juli führte über 152,5 Kilometer von Pau nach Lourdes. Auf der Hochgebirgsetappe gab es eine Sprintwertung, außerdem jeweils eine Bergwertung der Hors Catégorie, der 3. und 4. Kategorie. Es gingen noch 174 der 198 gemeldeten Fahrer an den Start.

## Rennverlauf
Der Beginn der Etappe war von zahlreichen Angriffen kleinerer und größerer Gruppen geprägt, unter denen sich mehrmals Sylvain Chavanel befand. Aufgrund des hohen Anfangstempos konnte sich zunächst keine dieser Gruppen absetzen. Erneut kam es zu einem Sturz, die Gestürzten setzten die Fahrt aber fort. Hingegen gab der durch zwei Stürze auf vergangenen Etappen geschwächte Andreas Klöden auf. Jegor Silin, Anthony Delaplace und Niki Terpstra konnten sich danach einige Kilometer vorn halten, wurden aber ebenfalls wieder eingefangen. Die erste Bergwertung des Tages gewann schließlich Jelle Vanendert.
Anschließend attackierte Jérémy Roy, dem sich einige andere Fahrer anschlossen, wodurch sich eine zehnköpfige Spitzengruppe bildete. Zu dieser gehörten unter anderem Thor Hushovd, Edvald Boasson Hagen, Alessandro Petacchi und Maarten Tjallingii. Aufgrund der zahlreichen Attacken wurde die erste Rennstunde wieder sehr schnell gefahren. Währenddessen beendeten auch Lars Boom und Wladimir Issaitschew die Rundfahrt. Bei der zweiten Bergwertung setzte sich Roy durch. Beim Zwischensprint war es Boasson Hagen, der als Erster über die Linie fuhr. Das Feld erreichte den Sprint mit über vier Minuten Rückstand, wobei José Joaquín Rojas sich gegen Mark Cavendish durchsetzte und die meisten der noch zu vergebenden Punkte bekam. Der Vorsprung der Gruppe wuchs weiter an.
Am Anstieg zum Col d’Aubisque startete Hushovd eine Attacke, wodurch die Gruppe auseinanderfiel. Nur Roy schloss zu Hushovd auf. Ihnen folgten mit einigen Sekunden Rückstand David Moncoutié und Boasson Hagen. Auch im vom Team Europcar geführten Feld gab es nun Angriffe und es bildete sich eine Verfolgergruppe, die sich aus Bauke Mollema, Maxime Bouet und Mickaël Delage zusammensetzte, wobei letzterer später wieder zurückfiel. An der Spitze konnte Roy sich von Hushovd absetzen, wobei dieser später auch von Moncoutié überholt wurde. Am Ende der ehemaligen Spitzengruppe verlor Dmitri Fofonow ganz den Anschluss an seine neun Mitstreiter. An der Bergwertung am Aubisque war Roy weiterhin vorne und holte sich die 20 Bergpunkte, womit er sich das Gepunktete Trikot sicherte. Mit knapp einer Minute Rückstand folgte Moncoutié und mit etwa zwei Minuten Rückstand Hushovd. Vierter wurde Wladimir Gussew. Dahinter bildeten Boasson Hagen, Lars Bak und Jérôme Pineau eine Dreiergruppe. Fofonow wurde noch vor dem Gipfel vom Feld gestellt. Auch am nicht bewerteten Gipfel des Col du Soulor, der hinter dem Aubisque überquert wurde, änderte sich nichts an der Reihenfolge.
In der langen Abfahrt vom Col du Soulor fuhr Hushovd wieder an Moncoutié heran und beide machten sich gemeinsam auf die Verfolgung von Roy. Im Feld attackierte Philippe Gilbert. Hushovd und Moncoutié schlossen immer weiter zu Roy auf. Wenige Kilometer vor dem Ziel attackierte Hushovd seinen Begleiter an einer kleinen Steigung und stieß zu Roy an die Spitze, den er schließlich ebenfalls abhängte. Hushovd gewann die Etappe mit einigen Sekunden Vorsprung. Hinter ihm hatte auch Moncoutié Roy überholt und wurde vor diesem Zweiter. Gilbert erreichte schließlich als Zehnter das Ziel und erhielt so noch ein paar wichtige Punkte in der Wertung um das Grüne Trikot. Rojas, der mit dem verkleinerten Peloton mit über sieben Minuten Rückstand ins Ziel kam, gewann den Sprint um Platz zwölf und machte somit ebenfalls einige Punkte auf Cavendish gut. Auch Thomas Voeckler hielt den Anschluss an das Peloton und konnte sein Gelbes Trikot erneut verteidigen.

## Bergwertungen
| Côte de Cuqueron Kategorie 3 nach 43,5 km auf 265 m 1,5 km bei 8,1 % |             |                       |        |
| 1.                                                                   | Belgien     | Jelle Vanendert (OLO) | 2 Pkt. |
| 2.                                                                   | Niederlande | Niki Terpstra (QST)   | 1 Pkt. |

| Côte de Belair Kategorie 4 nach 65 km auf 428 m 1,0 km bei 8,4 % |            |                  |        |
| 1.                                                               | Frankreich | Jérémy Roy (FDJ) | 1 Pkt. |

| Col d’Aubisque Kategorie H nach 110 km auf 1709 m 16,4 km bei 7,1 % |            |                       |         |
| 1.                                                                  | Frankreich | Jérémy Roy (FDJ)      | 20 Pkt. |
| 2.                                                                  | Frankreich | David Moncoutié (COF) | 16 Pkt. |
| 3.                                                                  | Norwegen   | Thor Hushovd (GRM)    | 12 Pkt. |
| 4.                                                                  | Russland   | Wladimir Gussew (KAT) | 8 Pkt.  |
| 5.                                                                  | Frankreich | Jérôme Pineau (QST)   | 4 Pkt.  |
| 6.                                                                  | Danemark   | Lars Bak (THR)        | 2 Pkt.  |

## Punktewertung
| Zwischensprint in Bielle nach 82,5 km auf 436 m |                        |                              |         |
| 1.                                              | Norwegen               | Edvald Boasson Hagen (SKY)   | 20 Pkt. |
| 2.                                              | Frankreich             | David Moncoutié (COF)        | 17 Pkt. |
| 3.                                              | Russland               | Wladimir Gussew (KAT)        | 15 Pkt. |
| 4.                                              | Kasachstan             | Dmitri Fofonow (AST)         | 13 Pkt. |
| 5.                                              | Italien                | Alessandro Petacchi (LAM)    | 11 Pkt. |
| 6.                                              | Niederlande            | Maarten Tjallingii (RAB)     | 10 Pkt. |
| 7.                                              | Norwegen               | Thor Hushovd (GRM)           | 9 Pkt.  |
| 8.                                              | Frankreich             | Jérémy Roy (FDJ)             | 8 Pkt.  |
| 9.                                              | Danemark               | Lars Bak (THR)               | 7 Pkt.  |
| 10.                                             | Frankreich             | Jérôme Pineau (QST)          | 6 Pkt.  |
| 11.                                             | Spanien                | José Joaquín Rojas (MOV)     | 5 Pkt.  |
| 12.                                             | Vereinigtes Konigreich | Mark Cavendish (THR)         | 4 Pkt.  |
| 13.                                             | Spanien                | Francisco José Ventoso (MOV) | 3 Pkt.  |
| 14.                                             | Frankreich             | Mickaël Delage (FDJ)         | 2 Pkt.  |
| 15.                                             | Australien             | Mark Renshaw (THR)           | 1 Pkt.  |

| Etappenziel in Lourdes nach 152,5 km auf 399 m |             |                            |         |
| 1.                                             | Norwegen    | Thor Hushovd (GRM)         | 20 Pkt. |
| 2.                                             | Frankreich  | David Moncoutié (COF)      | 17 Pkt. |
| 3.                                             | Frankreich  | Jérémy Roy (FDJ)           | 15 Pkt. |
| 4.                                             | Danemark    | Lars Bak (THR)             | 13 Pkt. |
| 5.                                             | Frankreich  | Jérôme Pineau (QST)        | 11 Pkt. |
| 6.                                             | Norwegen    | Edvald Boasson Hagen (SKY) | 10 Pkt. |
| 7.                                             | Russland    | Wladimir Gussew (KAT)      | 9 Pkt.  |
| 8.                                             | Italien     | Alessandro Petacchi (LAM)  | 8 Pkt.  |
| 9.                                             | Niederlande | Maarten Tjallingii (RAB)   | 7 Pkt.  |
| 10.                                            | Belgien     | Philippe Gilbert (OLO)     | 6 Pkt.  |
| 11.                                            | Niederlande | Bauke Mollema (RAB)        | 5 Pkt.  |
| 12.                                            | Spanien     | José Joaquín Rojas (MOV)   | 4 Pkt.  |
| 13.                                            | Frankreich  | Tony Gallopin (COF)        | 3 Pkt.  |
| 14.                                            | Slowenien   | Grega Bole (LAM)           | 2 Pkt.  |
| 15.                                            | Belgien     | Jelle Vanendert (OLO)      | 1 Pkt.  |

## Aufgaben
- Lars Boom (RAB): Aufgabe während der Etappe
- Andreas Klöden (TRS): Aufgabe während der Etappe
- Gert Steegmans (QST): Nicht zur Etappe angetreten
- Wladimir Issaitschew (KAT): Aufgabe während der Etappe